# Jane Eyre (film, 1970)
Pour les articles homonymes, voir Jane Eyre (homonymie).
Pour plus de détails, voir Fiche technique et Distribution.
Jane Eyre est un film britannique réalisé par Delbert Mann, sorti tout d'abord en salles au Royaume-Uni en 1970, avant d'être diffusé à la télévision aux États-Unis en 1971.

## Synopsis
Il s'agit d'une adaptation du roman de Charlotte Brontë publié en 1847.

## Fiche technique
- Réalisation : Delbert Mann
- Scénario : Jack Pulman d'après le roman Jane Eyre de Charlotte Brontë
- Production : Omnibus Productions, Sagittarius Productions
- Photographie : Paul Beeson
- Musique : John Williams
- Montage : Peter Boita
- Type : Eastmancolor
- Durée : 110 minutes
- Dates de sortie: 
  - Royaume-Uni : Décembre 1970  (en salles)
  - États-Unis : 24 mars 1971  (télévision)
  - Danemark : 17 janvier 1972  (en salles)
  - France : 19 juillet 1972  (en salles)

## Distribution
- George C. Scott : Edward Rochester
- Susannah York : Jane Eyre
- Sara Gibson : Jane Eyre enfant
- Ian Bannen : St. John Rivers
- Rachel Kempson : Mrs. Fairfax
- Nyree Dawn Porter : Blanche Ingram
- Jack Hawkins : Mr. Brocklehurst
- Jean Marsh : Mrs. Rochester
- Kenneth Griffith : Mason
- Angharad Rees : Louise

## Bande son
Le système de réduction de bruit Dolby type A a été expérimenté sur la bande sonore de ce film.

## Distinctions
- Meilleure musique pour John Williams aux Primetime Emmy Awards[2]